# 巴統體育場

巴統體育場是位於喬治亞巴統的足球場，於2020年完工啟用。體育場的主要租戶為巴統迪納摩足球俱樂部，它們在體育場完工就將主場遷移至此。體育場可容納20000人。